# سردر باغ خرگاه
سردرباغ خرگاه (خیمه گاه) مربوط به دوره صفوی است و در اصفهان، حد فاصل دروازه دولت و عمارت هشت بهشت واقع شده و این اثر در تاریخ ۱۰ خرداد ۱۳۸۲ با شمارهٔ ثبت ۹۰۹۵ به‌عنوان یکی از آثار ملی ایران به ثبت رسیده است.